# La Mort de Sénèque (Giordano)
Pour les articles homonymes, voir La Mort de Sénèque.
La Mort de Sénèque est un tableau réalisé par le peintre italien Luca Giordano vers 1684 ou 1685. De format horizontal, cette huile sur toile est une peinture d'histoire qui représente Sénèque pendant son suicide forcé, alors qu'au bistouri on lui ouvre les veines de la jambe gauche. Figuré torse nu, l'homme d'État, philosophe et dramaturge romain est soutenu par l'un de ses disciples tandis que d'autres retranscrivent ses dernières paroles. Legs de Louis La Caze en 1869, l'œuvre est conservée au musée du Louvre, à Paris, en France.